# Szekeres Béla (atléta)
Szekeres Béla János (eredeti nevén Szekeres János Béla) (Hajdúböszörmény, 1938. január 11. – Budapest, 2000. február 23.) magyar atléta, futó, egyetemi oktató.

## Élete
Édesanyja Sajtos Mária, édesapja Szekeres János csizmakészítő mester volt. Hat fiatalabb testvére született: Zoltán, Gábor, Piroska, Mária, László és Ernő. Családjával 1941-ben az újólag alapított Újrónafő településre költöztek, amely Magyarország nyugati határszélén, Mosonmagyaróvár alatt helyezkedik el. A magyar kormány ezekben az években tett lépéseket annak érdekében, hogy áttelepítésekkel növelje az Ausztriával szomszédos magyar terület magyar nemzetiségű lakosainak arányát.
Középfokú tanulmányai alatt – amelyet a soproni gépipari technikumban végzett - kezdett versenyszerűen atletizálni (testnevelője: Ferling József?), elsősorban közép és hosszú távokat futott. Többször elnyerte a „Jó tanuló, jó sportoló” érdemérmet.
Felsőfokú tanulmányait a Budapesti Műszaki Egyetem Villamosmérnöki Karán kezdte meg, sportolóként a Műegyetemi Atlétikai és Football Club (MAFC) színeiben folytatta pályafutását, ahol számos bajnoki címet szerzett, válogatott atlétává, majd olimpikonná fejlődött.
Az 1960-as római olimpia kerettagjává vált, az olimpián az 5000 méter előfutamát azonban kénytelen volt feladni. Az 1964-es tokiói olimpia kerettagságát még kivívta, de szakmai pályafutása miatt 1964 elején lemondta azt. A válogatottól visszavonult, korábbi egyesületéből pedig a Vasasba igazolt, és néhány évvel később onnan is vonult vissza.
Eközben lett a Budapesti Műszaki Egyetem Mikrohullámú tanszékének oktatója, ahol is megújította, majd több mint 30 évig oktatta az Antennák és hullámterjedés tantárgyat. Halálakor a BME Mikrohullámú Híradás-technikai Tanszékének adjunktusa, a Nemzeti Hírközlési Szabványosítási Bizottság elnöke, a Magyar Mérnöki Kamara Hírközlési és Informatikai Tagozat elnökségi tagja.
A Hírközlési és Informatikai Tudományos Egyesület (HTE) 2000-ben, a magyar távközlésért végzett tudományos és oktatói munkájáért posztumusz Puskás Ferenc díjjal tüntette ki.

## Eredményei

### Válogatottban

#### Olimpia
- 1960. olimpia
  - 5000 m, az előfutamban feladta

#### Nyári universiade
- 1959. universiade[7]
  - 1500 m: 1.  (ideje: 3:50,9)
- 1961. universiade[8]
  - 5000 m: 6. (ideje: 14:30,0)
- 1963. universiade[9]
  - 5000 m: 2. (ideje: 14:32,0)
  - 1500 m: 5. (ideje: 3:50,8)

### Klubszínekben elért eredmények
- Kis mezei futás
  - 1958. csapatbajnok, MAFC (Szabó Miklós, Szekeres Béla, Wittine László)
  - 1963. magyar bajnok (ideje: 11:31:00)

Az esemény eredménykártyája megtalálható a Magyar Sportmúzeum Archiválva 2014. szeptember 11-i dátummal a Wayback Machine-ben oldalán.
- Mezei futás
  - 1962. csapatbajnok, MAFC (Szekeres Béla, Szabó Miklós, Percze Lajos)
- 5000 m síkfutás
  - 1960. csapatbajnok, MAFC (Szabó Miklós, Szekeres Béla, Hecker Gerhard, Percze Lajos, Simon Attila) 47
  - 1965. csapatbajnok, Vasas SC (Szerényi János, Szentiványi Gergely, Szekeres Béla, Sütő József, Sovák János) 23
  - 1967. csapatbajnok, Vasas SC (Szerényi János, Szentiványi Gergely, Sütő József, Sovák János, Szekeres Béla) 18
- 4 × 1500 m síkfutás
  - 1957. csapatbajnok, MAFC (Wittine László, Szekeres Béla, Hecker Gerhard, Szabó Miklós) Ideje: 15:54,6
  - 1964. csapatbajnok, Vasas SC (Sütő József, Benedek László, Szekeres Béla, Parsch Péter) Ideje: 15:50,6
  - 1965. csapatbajnok, Vasas SC (Sovák János, Szekeres Béla, Szerényi János, Szentiványi Gergely) Ideje: 15:41
- Világcsúcs[10][11]
  - 4 × 1 mérföldes váltófutás

1959. szeptember 29. Budapest, Válogatott (Kovács Lajos, Szekeres Béla, Iharos Sándor, Rózsavölgyi István) Ideje: 16:25,2
- További versenyek
  - 1963. július 2.,  Znamensky emlékverseny, Moszkva, 5000 m[12] 4. hely

Versenyről kép az UNESCO Courier 1964. januári számának címlapján található: UNESCO Courier 1964. januári címlapja (Fair Play and the amateur in sport), képen balról jobbra: Szekeres Béla, a későbbi győztes Michel Jazy, ismeretlen